# Пахнефоры
Пахнефоры (лат. Pachnephorus) — род жуков семейства листоедов.

## Описание
Боковой край переднеспинки окаймлённый. Средние и задние голени с выемкой у вершины Верх в густых прилегающих чешуйках. Надкрылья с правильными точечными рядами. Коготки с зубцом.

## Систематика
В составе рода:
- Pachnephorus baeticus Weise, 1882
- Pachnephorus bistriatus Mulsant, 1852
- Pachnephorus canus Weise, 1882
- Pachnephorus corinthius Fairmaire, 1861
- Pachnephorus cylindricus Lucas, 1849
- Pachnephorus graecus Pic, 1901
- Pachnephorus laevicollis Fairmaire, 1861
- Pachnephorus pilosus (Rossi, 1790)
- Pachnephorus robustus Desbrocher, 1870
- Pachnephorus ruficornis Lefèvre, 1876
- Pachnephorus tessellatus (Duftschmid, 1825)
- Pachnephorus villosus (Duftschmid, 1825)